# San Carlos Yautepec
San Carlos Yautepec là một đô thị thuộc bang Oaxaca, México. Năm 2005, dân số của đô thị này là 9857 người.